# Dorfkirche Kötzlin

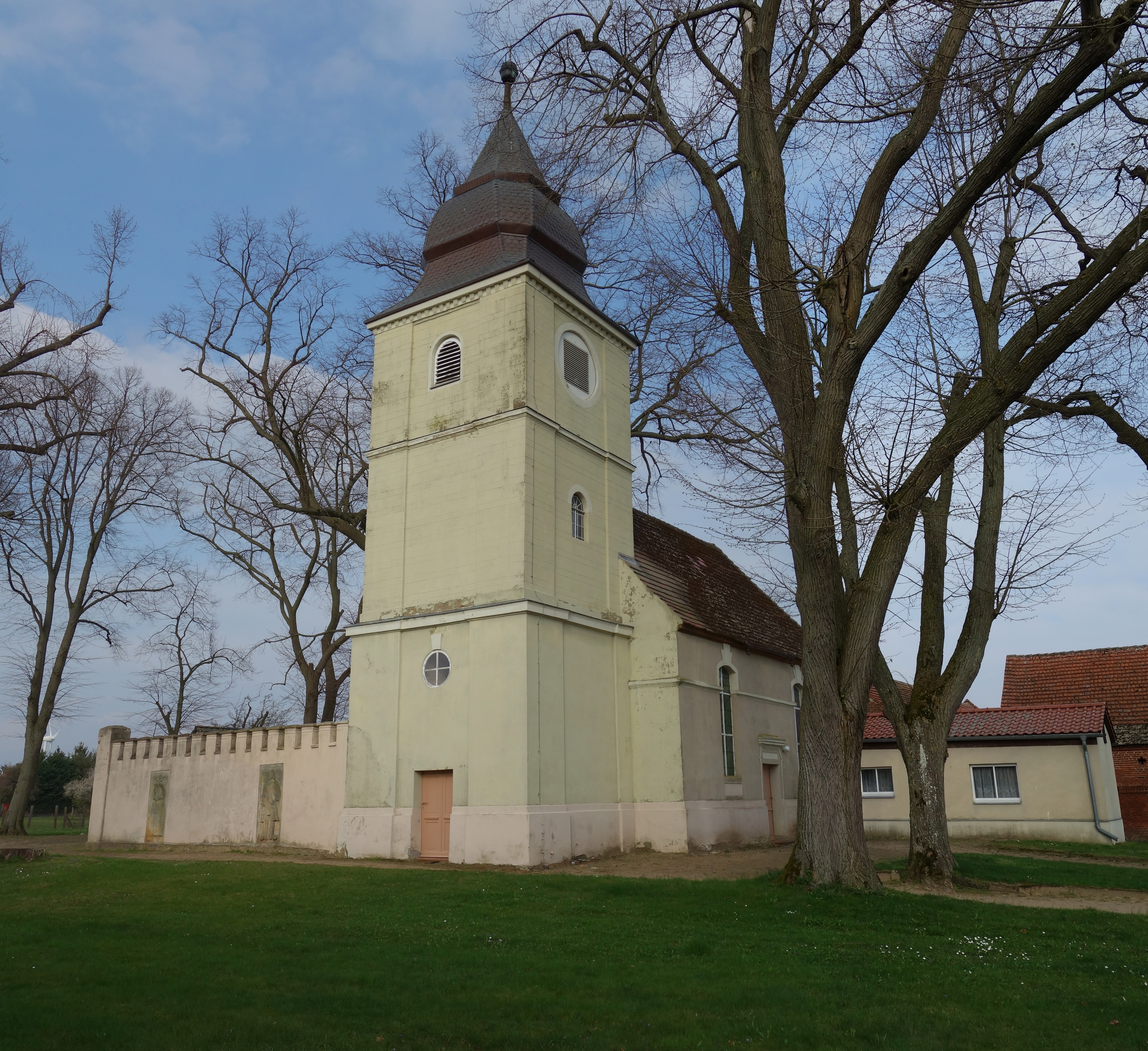
Dorfkirche Kötzlin

Die evangelische, denkmalgeschützte, spätbarocke Dorfkirche Kötzlin steht im Wohnplatz Kötzlin des Ortsteils Holzhausen der Stadt Kyritz im Landkreis Ostprignitz-Ruppin von Brandenburg. Sie gehört zum Pfarrsprengel Breddin-Barenthin im Kirchenkreis Prignitz der Evangelischen Kirche Berlin-Brandenburg-schlesische Oberlausitz.

## Beschreibung
Die verputzte Saalkirche wurde 1775 gebaut. Sie besteht aus einem Langhaus, das mit einem Satteldach bedeckt ist, einem quadratischen Kirchturm im Westen, der mit einer Welschen Haube abschließt, und einem Anbau nach Süden, der ursprünglich als Patronatsloge für den Erbauer der Kirche, Hans Christoph von Königsmarck diente, die 1974 zur Winterkirche umgebaut wurde.
Zur Kirchenausstattung gehört ein Kanzelaltar aus der Bauzeit, dessen Kanzel von korinthischen Säulen gerahmt wird. Über seinem Schalldeckel prangt das Auge der Vorsehung. Ein fragmentarisch aufgefundener Taufengel konnte 2014 restauriert werden: die rechte Hand sowie die Füße sind jedoch verloren und wurden nicht wiederhergestellt. Auf Grund einer schwachen Befundlage verzichtete die Denkmalschutzbehörde auf eine Rekonstruktion der Farbfassung. Experten vermuten, dass der Engel in blauer und goldener Farbe bemalt war. Die Orgel auf der Empore im Westen hat sechs Register, ein Manual und ein angehängtes Pedal. Sie wurde 1850 von Friedrich Hermann Lütkemüller gebaut.